# Birgitte Gøye
Birgitte Gøye (ca. 1511 – 26. juli 1574) var en dansk hofdame, adelkvinde, godsejer og skolestifter.

## Baggrund
Hun var datter af godsejer og rigshofmester Mogens Gøye (død ca. 1544) og Mette Bydelsbak (død ca. 1512). Hun stod sin søster Elline Gøye nær. Hendes mor døde ung, og Gøye blev anbragt midlertidigt i Ring nonnekloster, til hendes far indgik nyt ægteskab med Margrethe Sture.

## Liv og gerning
Som 2-årig blev Gøye - af sin stedmor og abbedissen i Ring kloster - trolovet med Jesper Daa. Men da trolovelsen skulle besegles af begge parter, sagde Gøye nej og nægtede at modtage Jesper Daas fæstensgave. Det var ikke et påfund hos en teenager, men et udslag af hendes stærke vilje. Hun holdt ved sit afslag til 1540. På intet tidspunkt i den lange periode udtalte hun sig negativt om Jesper Daa. Der var ingen fejl på eller ved ham, og det var ikke ham som person, hun havde noget imod. Hun ville bare ikke tvinges. Gøye var en af årsagerne til Christian 3.s lovændring mod børneægteskaber og tvangsægteskaber. Loven blev ændret, og det blev præciseret, at børn ikke måtte troloves, og voksne åbent og uden tvang skulle tage stilling til ægteskab.
Sagen om opløsning af trolovelsen blev overgivet til afgørelse ved Universitetet, der anså, at den eneste hindring var det faktum, at trolovelsen oprindelig var indgået under katolicismen. Ved yderligere en gennemgang nåede man frem til, at loven måtte gælde alle - også handlinger, der stammede fra før-reformatorisk tid.
Hendes far, Mogens Gøye, døde 4 år efter afgørelsen, og Gøye kunne frit gifte sig med en mand efter eget valg. Hun giftede sig 6. november 1544 med rigsråd og admiral Herluf Trolle.
Parret besad flere godser på Sjælland, bl.a. Hillerødsholm, som de mageskiftede med Skovkloster, som de senere omdøbte til Herlufsholm.
Parret to fik ingen børn, og presset fra Gøyes mange søskende tog til: De ville have en arveaftale. Men Trolle og Gøye lagde helt andre planer. Trolle havde studeret i udlandet og drømte om at oprette en form for akademi - en skole for adelsmænd - så de kunne lære økonomi, musik, sprog, geografi, retorik og meget andet, som de ville få brug for.
Herluf Trolle døde i 1565 efter at være blevet såret under den Nordiske Syvårskrig mod Sverige. Herefter var det op til Gøye at sikre, oprette og drive Herlufsholm. Hun måtte opgive lederrollen og fik sin svoger, Børge Trolle, til at træde ind som skoleherre. Det lykkedes dermed Gøye at forhindre sine søskende i at bemægtige sig gård og jord, og skolen virker endnu.
Gøye selv døde i 1574. Parret er begravet i Herlufsholm Kirke i en sarkofag, der er fremstillet af den flamske skulptør Cornelis Floris de Vriendt (1514–1575).

## Sagn og myter
Ifølge en kendt børnesang led Gøye af øjensmerter, som hun forgæves forsøgte at kurere på mærkelig vis. Dette er dog nok apokryft.